# The Empty Man
Pour plus de détails, voir Fiche technique et Distribution.
The Empty Man est un film américain écrit et réalisé par David Prior et sorti en 2020. Il s'agit d'une adaptation de la bande dessinée du même titre de Cullen Bunn et Vanesa R. Del Rey, publiée par Boom! Studios.

## Synopsis
Au Bhoutan, quatre amis, Paul, Ruthie, Greg et Fiona, font de la randonnée en montagne. Paul se blesse en tombant dans une crevasse et ils se réfugient dans une maison vide. Un esprit maléfique et meurtrier semble s'être éveillé.
Dans le Missouri, un détective privé, James Lasombra, enquête sur la disparition d'Amanda, une lycéenne, fille de sa voisine Nora. Sa disparition semble liée à un jeu d'invocation d'esprit dans une bouteille vide. Son enquête l'amène sur la piste du Pontifex Institute, une sorte de secte dirigée par Arthur Parsons.

## Fiche technique
- Titre original : The Empty Man
- Réalisation : David Prior
- Pays d'origine :  États-Unis
- Langue originale : anglais
- Dates de sortie :
  - États-Unis : 23 octobre 2020
  - France : 23 avril 2021 sur Disney+

## Distribution
- James Badge Dale (VF : Jean-Baptiste Marcenac) : James Lasombra
- Marin Ireland (VF : Marjorie Frantz) : Nora Quail
- Stephen Root (VF : Gabriel Le Doze) : Arthur Parsons
- Ron Canada  : détective Villiers
- Robert Aramayo (VF : Hugo Brunswick) : Garrett
- Joel Courtney (VF : Oscar Douieb) : Brandon Maibum
- Sasha Frolova (VF : Chloé Berthier) : Amanda Quail
- Samantha Logan (VF : Marie Tirmont) : Davara Walsh
- Aaron Poole  : Paul
- Adam Ferguson  : Tulpa
- Owen Teague  : Duncan West
- Evan Jonigkeit (VF : Damien Ferrette) : Greg
- Tanya van Graan (VF : Sandrine Moaligou) : Allison Lasombra
- Robert Coutts  : The Empty Man
- Connor Dowds (VF : Cédric Lemaire) : Meyer Blatty

doublage francophone
- Société de doublage : TVS (France)